# Plectranthus agnewii
Plectranthus agnewii là một loài thực vật có hoa trong họ Hoa môi. Loài này được Lukhoba & A.J.Paton mô tả khoa học đầu tiên năm 2000.